# Wilhelm von Radowitz
Wilhelm von Radowitz (* 6. März 1875 in Berlin; † 25. September 1939 ebenda) war ein deutscher Diplomat und am Ende des Ersten Weltkrieges Leiter der Reichskanzlei.

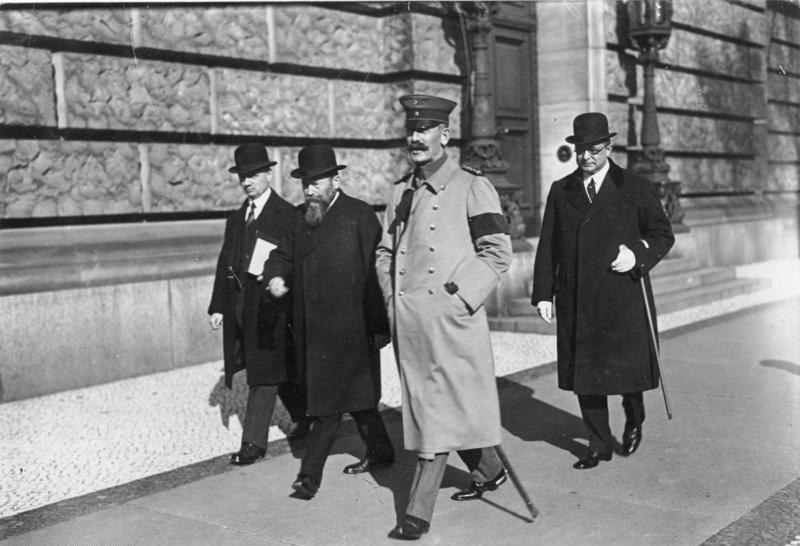
Erhard Deutelmoser, Max von Baden und Wilhelm von Radowitz auf dem Weg in den Reichstag (1918)

## Leben
Sein Vater war der Diplomat Joseph Maria von Radowitz (1839–1912), sein Großvater der preußische Politiker Joseph von Radowitz (1797–1853).
Radowitz studierte Rechtswissenschaften. Im Jahr 1903 trat er in den diplomatischen Dienst ein. Er war zunächst Attaché in Madrid. Danach war er kommissarischer zweiter Gesandtschaftssekretär in Peking. Weitere Stationen waren Washington (1906) und Mexiko (1908). Im Jahr 1909 war er Hilfsarbeiter im Auswärtigen Amt. Im Jahr 1910 war Radowitz Legationsrat in Kopenhagen. Ein Jahr später war er erster Sekretär in Tokio und 1913 in Paris. Im Jahr 1914 wurde Radowitz zum Vortragenden Rat der politischen Abteilung des Auswärtigen Amtes ernannt. Außerdem war er Leiter der Presseabteilung für das Generalgouvernement Belgien. Im Jahr 1915 wurde er zum Geheimen Legationsrat ernannt. Radowitz war 1916 Botschaftsrat und Geschäftsträger der deutschen Botschaft in Konstantinopel. Im Jahr 1917 kehrte er ins Auswärtige Amt zurück. 
Von November 1917 bis zum 17. Oktober 1918 war er Unterstaatssekretär im Reichskanzleramt und zugleich außerordentlicher Gesandter und bevollmächtigter Minister. In der Umbruchphase, die mit der Parlamentarisierung des Reiches einherging, begann eine interne Debatte ob man die Kompetenzen der Reichskanzlei in Richtung eines echten Führungsstabes des Reichskanzlers ausbauen oder auf ein reines Sekretariat des Kanzlers beschränken sollte. Radowitz plädierte dabei dafür, die Aufgaben auf die technische Vermittlung zwischen dem Reichskanzler und den Ressortchefs zu beschränken. Diese Vorstellungen scheiterten spätestens mit den wachsenden Aufgaben des Amtes nach der Novemberrevolution. Nach der Revolution arbeitete Radowitz als Anwalt. Etwa im Jahr 1922 war er Verweser des deutschen Generalkonsulats Memelgebiet.
Von ihm stammt auch der erste Entwurf des Parlamentarisierungserlasses vom 30. September 1918, welcher wiederum zum Gesetz zur Veränderung der Reichsverfassung vom 28. Oktober 1918 führte.
Er war seit 1910 in erster Ehe mit Battista von Radowitz, geb. Gräfin von Matuschka, Freiin von Toppolczan und Spaetgen (* 25. Juni 1892; † 19. Dezember 1936) verheiratet; in zweiter Ehe 1938 mit Anastasia Gräfin Grote (* 23. Februar 1905; † 11. November 1967). 
Seine letzte Ruhestätte befindet sich auf dem Südwestkirchhof Stahnsdorf.